# キング・ビスケット・ライヴ (ELPのアルバム)
キング・ビスケット・ライヴ(King Biscuit Flower Hour: Greatest Hits Live)は、エマーソン・レイク・アンド・パーマー（ELP）のライブ・アルバム。アメリカのラジオ番組「キング・ビスケット・フラワー・アワー」が1970年代に収録した音源を1997年にCDで発表したものである。

## 内容
ディスク1の＃1から＃10までは、『作品第二番』の発表に合わせて1977年10月に始まった北アメリカ・ツアーからのもので、同年11月12日のウェスト・バージニア州ホイーリングでのコンサートで収録された。「ピアノ・インプロヴィゼイション」は『ELP四部作』の「ピアノ協奏曲第1番・第1楽章」のピアノ独奏である。「海賊」は『ELP四部作』でオーケストラとの共演によって発表された曲だが、本作ではELPだけで演奏されている。
＃11以降とディスク2の「悪の教典＃9」は、『恐怖の頭脳改革』の発表に合わせて1973年11月に始まったワールド・ツアーからのもので、1974年3月7日のオクラホマ州タルサでのコンサートで収録された。
ディスク2の「CDエクストラ」は、1992年のELP再結成に合わせて発表された「ウェルカム・バック」など、既に発表されていたビデオ・ソフトの抜粋である。

## 収録曲
ディスク1
1. ピーター・ガン – Peter Gunn　(Henry Mancini)
2. 孤独なタイガー – Tiger in a Spotlight　(Emerson, Lake, Palmer, Peter Sinfield)
3. セ・ラ・ヴィ – C'est la Vie　(Lake, Sinfield)
4. ピアノ・インプロヴィゼイション – Piano Improvisation　(Emerson)
5. メイプル・リーフ・ラグ – Maple Leaf Rag　(Scott Joplin)
6. ドラム・ソロ – Drum Solo　(Palmer)
7. 邪悪の神,そして悪の精の踊り – The Enemy God, Dances with the Black Spirits (Sergei Prokofiev)
8. 君をみつめて – Watching Over You　(Lake, Sinfield)
9. 海賊 – Pirates　(Emerson, Lake, Sinfield)
10. 庶民のファンファーレ – Fanfare for the Common Man　(Aaron Copland)
11. ホウダウン – Hoedown　(Copland)
12. スティル…ユー・ターン・ミー・オン – Still...You Turn Me On　(Lake)
13. ラッキー・マン –  Lucky Man　(Lake)
14. ピアノ・インプロヴィゼイション – Piano Improvisation　(Emerson)

ディスク2
1. 悪の教典＃9 – Karn Evil #9　(Emerson, Lake, Sinfield)

ディスク2（CDエクストラ）
- CDエクストラ式画像

## 参加ミュージシャン
Emerson, Lake and Palmer
- Keith Emerson – キーボード
- Greg Lake – ボーカル、ベース・ギター、ギター
- Carl Palmer – ドラムス、パーカッション